# プリンス・オブ・ウェールズの羽根

「プリンス・オブ・ウェールズの羽根」

現在のプリンス・オブ・ウェールズ、ウィリアム王太子の紋章。紋章中央にインエスカッシャンされている赤と黄金の獅子の紋章が古プリンス・オブ・ウェールズ以来のプリンス・オブ・ウェールズの紋章である。

プリンス・オブ・ウェールズの羽根（プリンス・オブ・ウェールズのはね、英: Prince of Wales's feathers）は、プリンス・オブ・ウェールズの徽章である。黄金のコロネットに配された白い3枚のダチョウの羽根から構成される。コロネットの下のリボンにはドイツ語で「私は仕える（Ich dien）」とのモットーがある。王室の紋章と同様に、この徽章はときにウェールズの象徴として使用され、とくにラグビーウェールズ代表とイギリス陸軍のロイヤル・ウェルシュ連隊がその事例である。 

## 起源

エドワード黒太子の「平和のシールド（"shield for peace"）」。

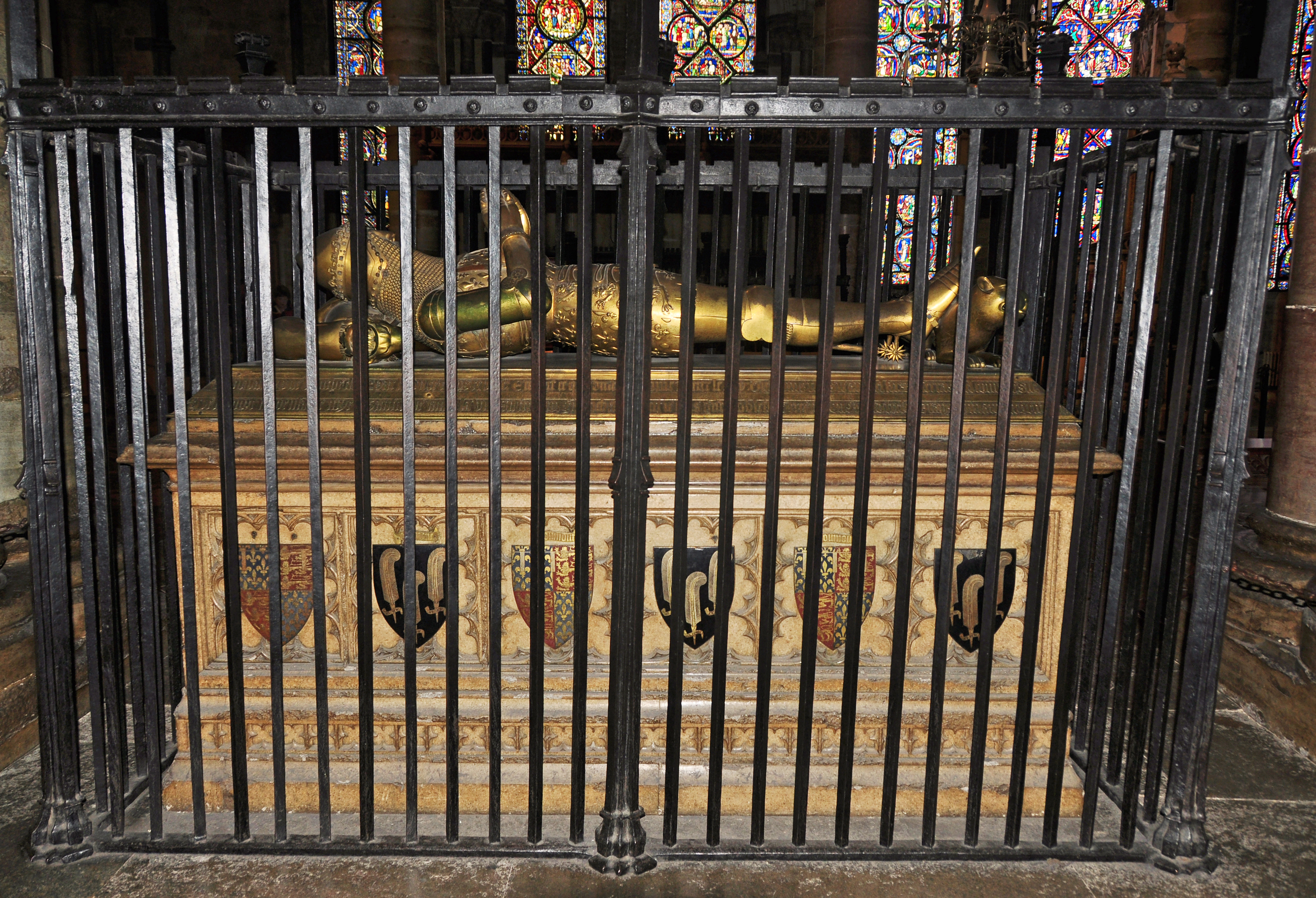
エドワード黒太子の石棺

ヘンリー4世の「"Sovereygne" ostrich feather badge」の紋章

この徽章はイングランドに征服される前のウェールズの君主、いわゆる「古プリンス・オブ・ウェールズ」とは関係がない。

### エドワード3世とエドワード黒太子
世間一般では、プランタジネット朝のエドワード3世の長子で法定推定相続人であったエドワード黒太子（1330年–1376年）に遡る。エドワードは、王室の紋章とは別に「平和のシールド（"shield for peace"）」と描かれる「黒地（セーブル）に白銀（アージェント）の3枚のダチョウの羽根（Sable, three ostrich feathers argent）」のシールドを有していた。これはジョストのために彼が使用していたシールドだったことを意味するかもしれない。これらの紋章は、カンタベリー大聖堂にある彼の墓の脇に彼の王室での紋章と別に複数見られる。王子はまた一つ、あるいはそれ以上の数のダチョウの羽根を多数のほかの状況で使用している。羽根が最初に見られるのはエドワード3世とフィリッパ・オブ・エノーとの結婚においてである。したがってそれはエドワード黒太子が母から相続した徽章であるという考えられる。フィリッパはエノー伯家の出身であり、同家の長子は「オストルヴァン伯（"Count of Ostrevent"）」の称号を帯びることになっていた。ダチョウ（フランス語: autruche, 古フランス語での綴りではostruce）の羽根は地名のOstreventとostruce（ダチョウ）の「語呂合わせによる紋章化（これを"heraldic pun"という）」した意匠だったかもしれない。そのかわりに、この徽章はルクセンブルク大公家に起源をもち、フィリッパはまた同家の子孫であり、同家はダチョウの羽根の徽章を使用してきた。エドワード3世はときにダチョウの羽根の徽章を使用した。14世紀、15世紀の王室の他の成員がそうしたように。

### ランカスター朝
黒太子の弟、ランカスター朝の祖ジョン・オブ・ゴーントは複数の状況でダチョウの羽根を使用している。これにはエドワードの「平和の紋」と大変似たものも含まれる。羽根はアーミンである。エドワード黒太子の庶子サー・ロジェ・ドゥ・クラランドンは「 黒地に黄金（オーア）のベント（右上から左下への襷掛けの帯）に3枚のアージェントのダチョウの羽根（Or, on a black bend, three ostrich feathers argent）」の紋章銘の紋章を帯びていた。そしてエドワード黒太子の次男でプランタジネット朝最後の王リチャード2世は複数の色のダチョウの羽根の徽章を使用していた。ジョン・オブ・ゴーントの長男でランカスター朝初代国王ヘンリー4世は一枚のダチョウの羽根に "Ma sovereyne"あるいは"Sovereygne"のモットーを記した帯を巻き付かせた徽章を使用し、ヘンリー4世の後を継いだ長男ヘンリー5世は様々な場面でもう一つの王室の徽章としてダチョウの羽根を使用していたし、次男のクラレンス公トーマスは「ラベルドされた一枚のアーミンのダチョウの羽根（an ermine ostrich feather labelled）」の徽章を使用していたし、三男のベッドフォード公ジョンは「"Sovereygne"のモットーが巻き付いた一枚のダチョウの羽根（an ostrich feather with the "Sovereygne" scroll）」徽章を使用していたし、四男のグロスター公ハンフリーは「フルール・ド・リスに差した一枚のダチョウの羽根（an ostrich feather studded with fleurs-de-lis）」の徽章を使用していた。同じような徽章は他の王族も使用していた。

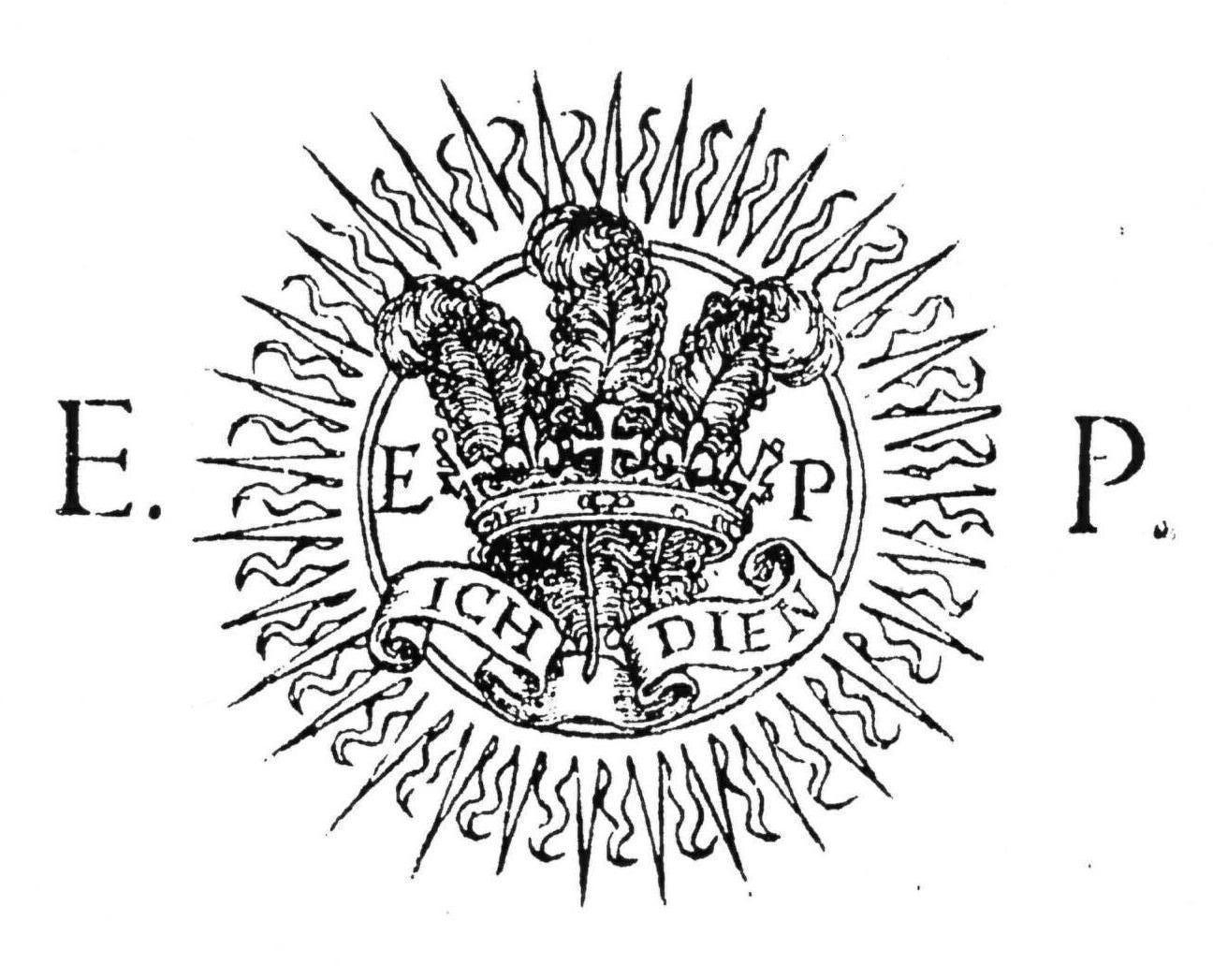
エドワード王子（のちのエドワード6世の）紋章。John Leland のGenethliacon illustrissimi Eaduerdi principis Cambriae（1543年）

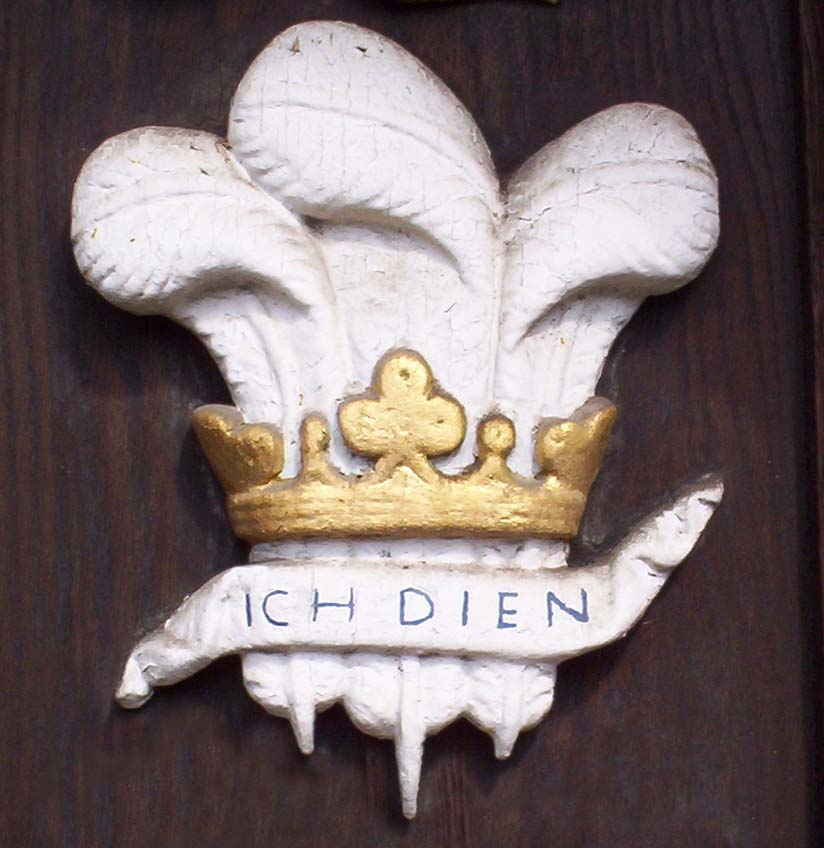
17世紀前期のオックスフォード大学、オリオルカレッジの正門にある塗装された彫刻。

### テューダー朝以降、現在
この現在の様式（すなわちIch dienのモットーにコロネットに囲まれた3名の白い羽根）のこの徽章を使用した最初のプリンス・オブ・ウェールズはヘンリー7世の長子アーサーである（1486年–1502年）。ヘンリー7世の王子エドワード（のちのエドワード6世）によって広まったのだが、彼自身はプリンス・オブ・ウェールズに公式にはなっていない。他のものに交ってエリザベス1世によっても格下の徽章として16世紀の終わりまで使用されてきた。17世紀のはじめにはこの徽章はプリンス・オブ・ウェールズのみ使用が許されるようになっていた。

## よく知られた起源

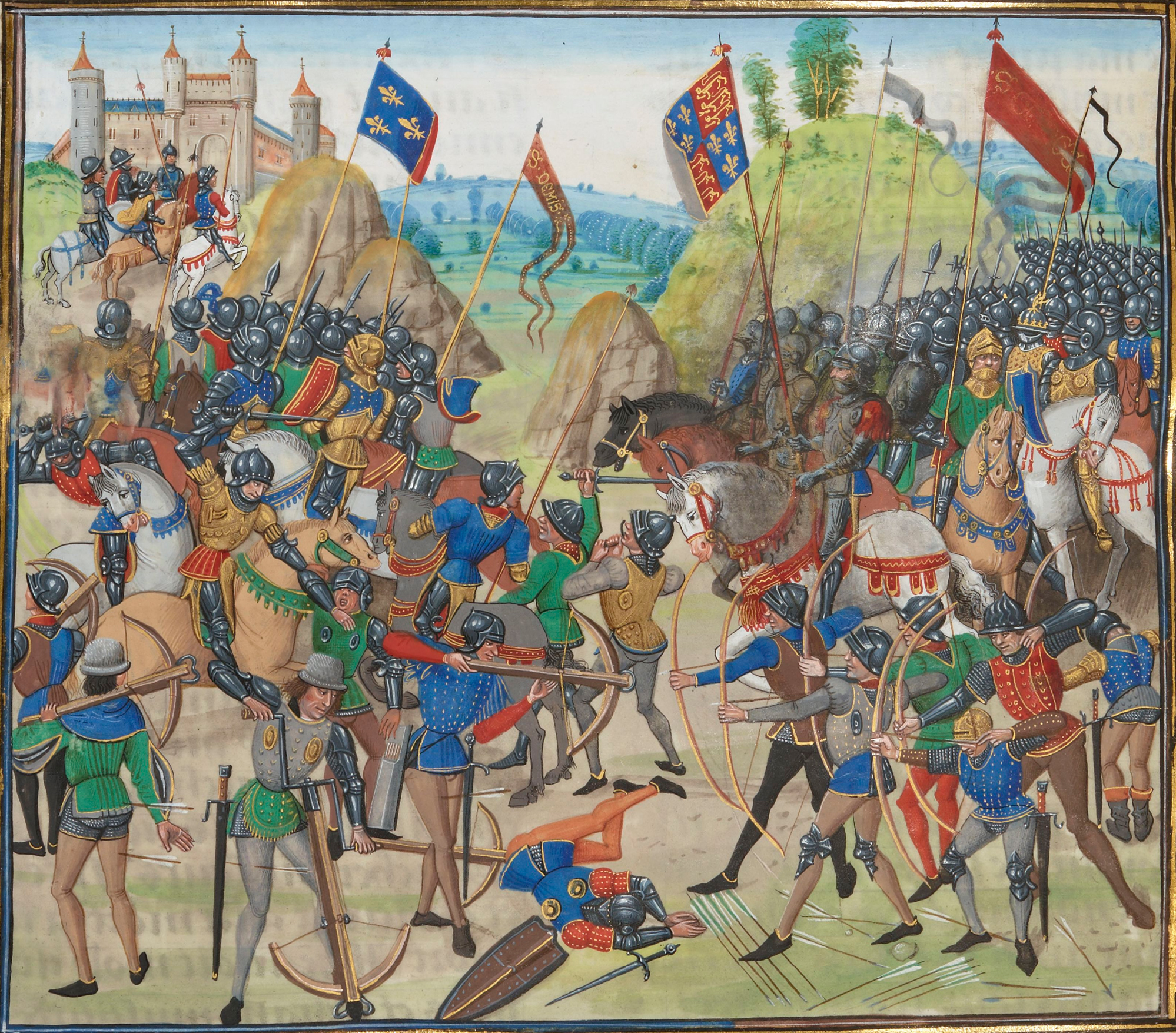
クレシーの戦い（1346年）

長い間信じられて、いまでは否定されている伝説では、黒太子が1346年のクレシーの戦いでボヘミアのヨハン盲目王から徽章を手に入れたというものである。戦闘後、王子は亡き王の遺体を持ち去ったと言われ、クレスト（兜飾り）のダチョウの羽根を取り上げたと言われていた。のちに羽根が王子の紋章に組み入れられた。そしてヨハン盲目王のモットー"Ich Dien"と結び付けられた。この話の初出は1376年の記録でありこの年は黒太子が亡くなった年である。しかし、その歴史的根拠は存在しない。ヨハン盲目王がそのようなクレストとモットーを使用したという証拠もない（実際には鷲の翼のクレストを帯びていた）。
イングランド軍のクレシー戦いでの勝利の重要な要素がウェールズの長弓隊の使用であったので、エドワードのウェールズ人への誇りが彼らの助けと相まって象徴に適合させることへと誘導した。ドイツ語のモットー "Ich Dien"はウェールズ語のフレーズ "Eich Dyn"（汝の男）と音が似ている。このフレーズは若き黒太子がウェールズ人に特段慕われることを助けたであろう。しかしながら、この理論は歴史的証拠がないと退けられている。1917年の第一次世界大戦の時期にドイツ語が排斥され "Eich Dyn"に取り換えられた。

## 現代での使用例

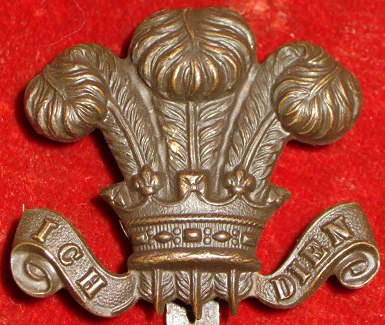
Prince of Wales' Own Civil Service Riflesの帽章

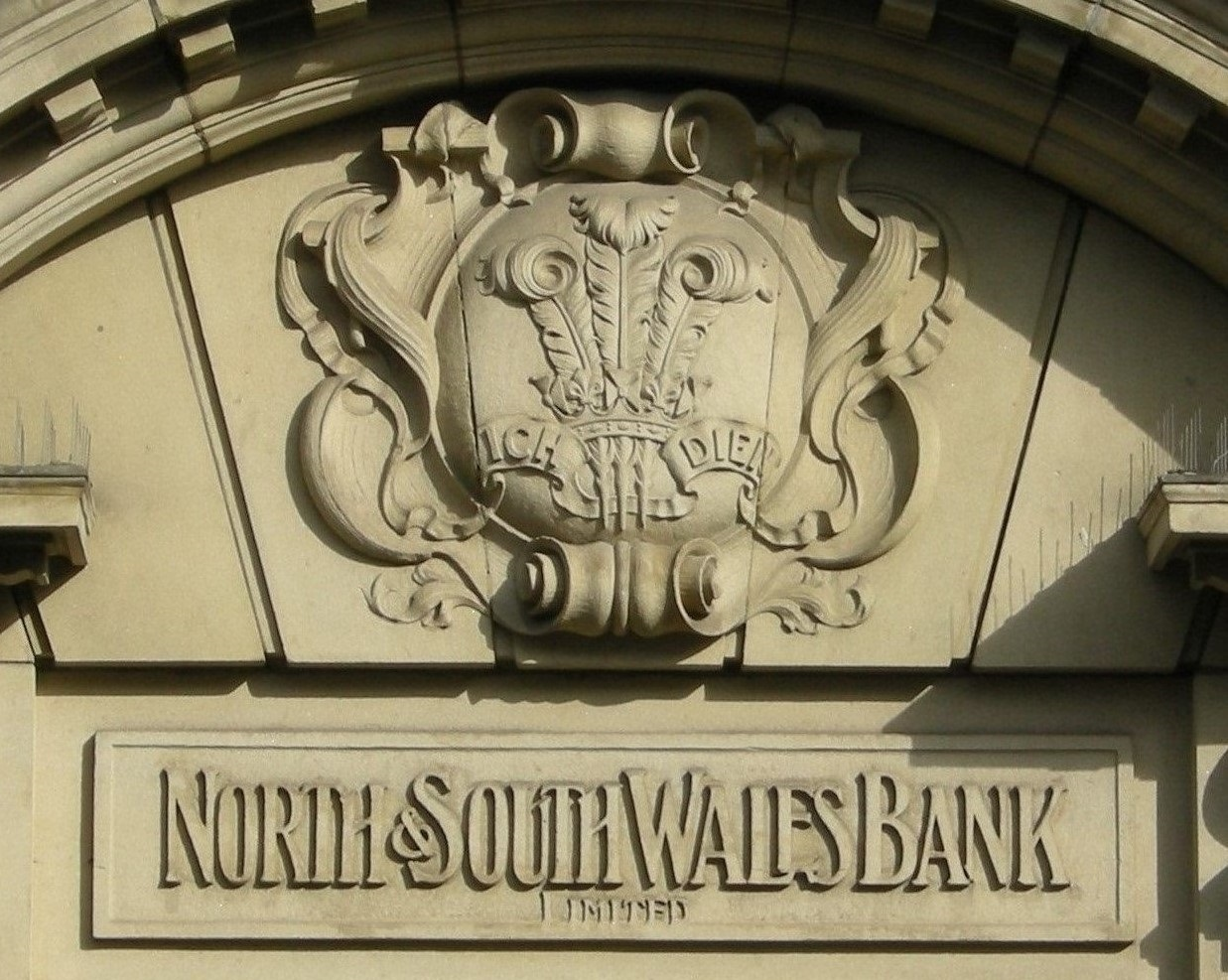
ルアボンの旧North & South Wales Bankの建物にあるプリンス・オブ・ウェールズの羽根のレリーフ

現在ではイギリス軍のロイヤル・ウェルシュ連隊や、ラグビーウェールズ代表の徽章に使用されている。

### 軍隊での使用例
プリンス・オブ・ウェールズの徽章はロイヤル・ウェルシュ・フュージリアーズ連隊、ロイヤル・ウェールズ連隊及びThe Territorial Army's Royal Welsh Regimentの3つのウェールズの連隊が混成してできたロイヤル・ウェルシュ連隊の帽章に使用されている。かつては、Prince of Wales' Own Civil Service Riflesの帽章には Ich Dienのモットーがあった。プリンス・オブ・ウェールズの羽根の徽章は多くのプリンス・オブ・ウェールズとゆかりのあるイギリスとイギリス連邦の連隊の徽章を構成する要素に使用されている。
海軍では空母「プリンス・オブ・ウェールズ」の紋章（Ship's Badge）として使用されている。
- Royal Scots Dragoon Guards (Carabiniers and Greys) (as arm badge)
- Royal Marines Band Service Commando Training Centre Lympstone (part of cap badge)
- 9th/12th Royal Lancers (Prince of Wales's)
- Princess of Wales's Royal Regiment (Queen's and Royal Hampshires) (part of cap badge)
- Staffordshire Regiment (The Prince of Wales's) (part of cap badge)
- 2nd King Edward VII's Own Gurkha Rifles (The Sirmoor Rifles)
- Royal Wiltshire Yeomanry (Prince of Wales's Own) (part of cap badge)
- Cheshire Yeomanry (Earl of Chester's)
- 4th Battalion 8 Punjab Regiment
- 4th/19th Prince of Wales's Light Horse Regiment
- The Royal Regiment of Canada (part of cap badge)
- Ceylon Light Infantry
- Bengal Engineer Group
- Princess of Wales' Own Regiment (part of cap badge)
- The Royal Monmouthshire Royal Engineers (part of cap badge)
- 2 Engineers (Pak Army) From 1805 Princess of Wales' Own
- The Royal Hussars (PWO) From 1969 to 1992 [18]

### スポーツ

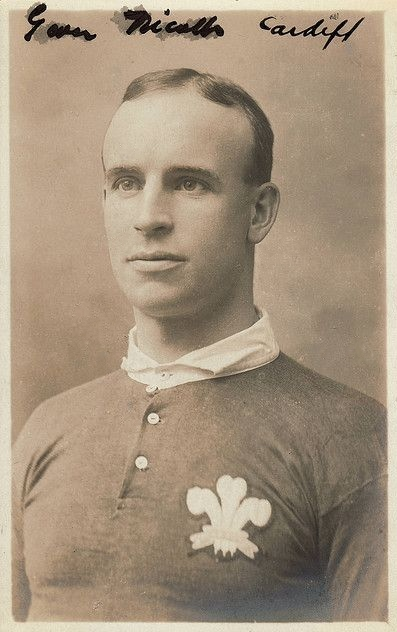
ラグビーウェールズ代表のキャプテンを務めたグウィン・ニコルズ（1874年‐1939年）の写真。ユニフォームの徽章にプリンス・オブ・ウェールズの羽根が使用されている。

ラグビーウェールズ代表は伝統的にプリンス・オブ・ウェールズの羽根の徽章のあるジャージを着用してきた。1990年代にウェールズラグビー協会（WRU）はエンブレムを著作権登録するためにデザインに手を加えた。その際に"Ich Dien"の部分をWRUに置き換えた。ウェールズラグビー協会のロゴとしてプリンス・オブ・ウェールズの羽根はまたブリティッシュ・アンド・アイリッシュ・ライオンズの徽章の4分の一を占めていた。ウェールズラグビーリーグでは伝統的なプリンス・オブ・ウェールズの羽根を "Cymru RL"("RL"とは"rugby league"のイニシャル)下にあしらったものとともに貼り付けていた。プリンス・オブ・ウェールズの羽根はまたレクサムFCの徽章でもある。サリー・カウンティ・クリケット・クラブは1915年に、プリンス・オブ・ウェールズの羽根の使用を認められていた。同チームのホームのジ・オーバルはプリンス・オブ・ウェールズの土地である。

### そのほかの使用例

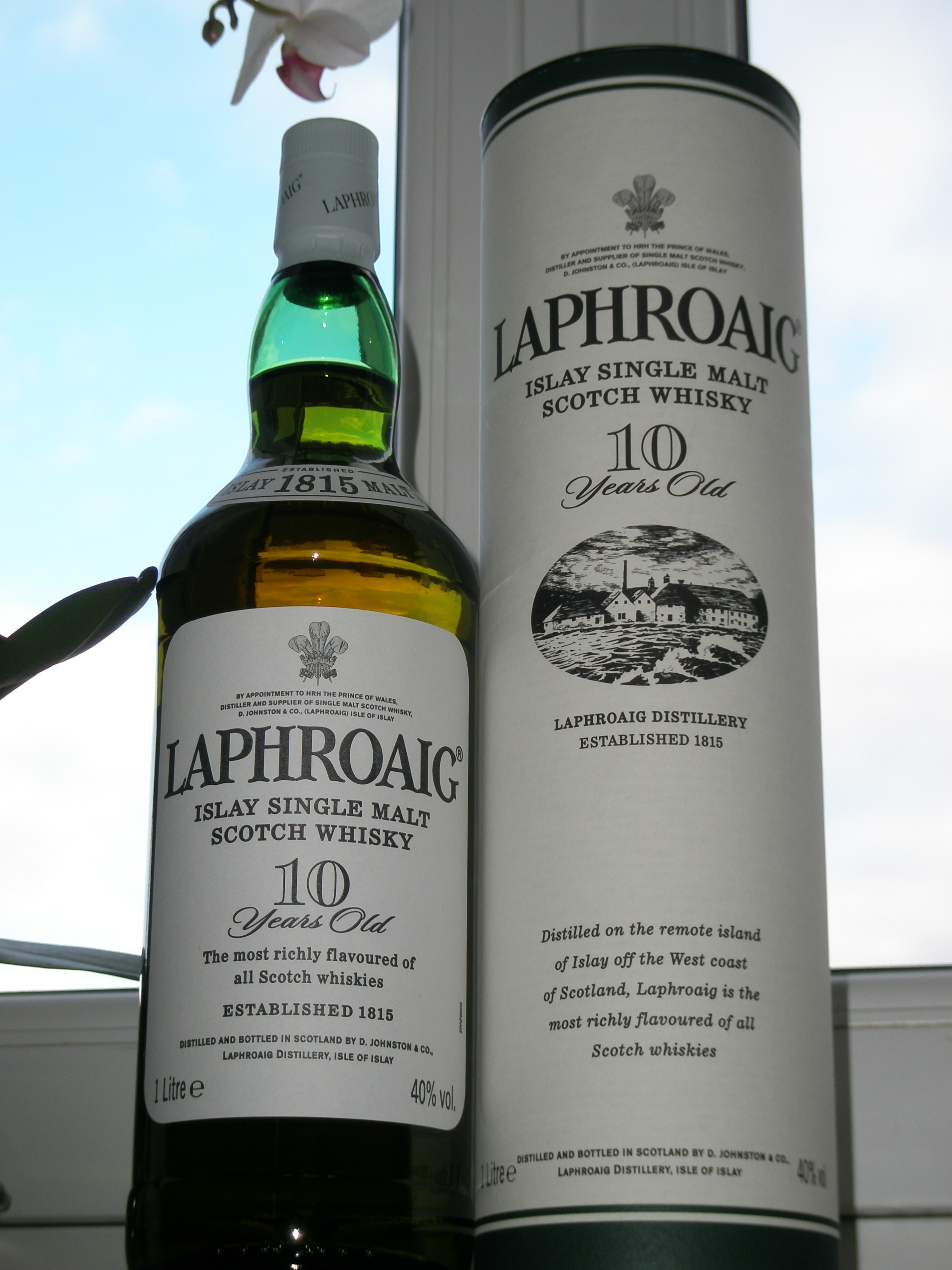
当時プリンス・オブ・ウェールズだったチャールズ3世から御用達（ロイヤルワラント）を賜ったウイスキーのラフロイグ。ラベルにプリンス・オブ・ウェールズの羽根をあしらうことが許されている。

プリンス・オブ・ウェールズにゆかりのある物にプリンス・オブ・ウェールズの羽根は使用が認められてきた。もっともよく目にするものでは「プリンス・オブ・ウェールズ御用達」の業者が店頭にプリンス・オブ・ウェールズの羽根のレリーフなどを飾ることを許される例である。